# 1,2-二氟-1,2-二氯乙烷
1,2-二氟-1,2-二氯乙烷（R-132）是一种有机卤素化合物，化学式为C2H2Cl2F2，它是二氟二氯乙烷的同分异构体之一。

## 合成与反应
1,2-二氟-1,2-二氯乙烷可由1,2-二氯乙烯在四氯化碳中经HF/PbO2（20:1）氟化得到，或在1,2-二氟乙烯的光氯化反应中生成。
它和镁在四氢呋喃中反应，可以得到1,2-二氟乙烯的顺反异构体混合物。